# Акакије Синајски
Преподобни Акакија Синајски је хришћански светитељ из прве половине VI века. 
Преподобног Акакија помиње Јован Лествичник у својој „Лествици“. Млади Акакије, по њему био искушеник код некога злога старца у Синајском манастиру. Акакија је старац свакодневно грдио и тукао, и на све начине мучио и злостављао. Но Акакије се није жалио, већ је све то подносио стрпљиво с уверењем, да је то корисно за његово спасење. Кад год га је неко упитао, како живи, он је одговарао: „добро као пред Господом Богом!”. Умро је након 9 година таквог живота и мучења у манастиру. 
По истом предању Свети Акакије се јавио и након своје смрти, из гроба речима:„нисам умро оче, немогуће је умрети послушноме”.
Православна црква прославља Светог Акакија 7. јула и 29. новембра по јулијанском календару.